# Boak
Boak is een bestuurslaag in het regentschap Sumbawa van de provincie West-Nusa Tenggara, Indonesië. Boak telt 1730 inwoners (volkstelling 2010).